# Otto Tellmann
Otto Tellmann (n. 22 mai 1927, Agnita, Sighișoara, Mureș, România – d. 10 ianuarie 2013, Fürth, Germania) a fost un jucător și antrenor de handbal, care a jucat pe postul de pivot.
După debutul la Voința Agnita s-a transferat în 1949 la CCA București.
Ca membru al echipei naționale de seniori a României a câștigat medalia de aur la Campionatul Mondial din 1961.
Ca antrenor al echipelor CCA/Steaua București și Dinamo București a câștigat mai multe campionate naționale, Spartachiada Armatelor Prietene, Cupa Campionilor Europeni (1977) etc.
În 1985 a emigrat în Republica Federală Germania, unde a antrenat mai întâi echipa feminină Nürnberg, iar între 1986 și 2002 cele masculine de seniori și tineret TV Bötzingen.
Împreună cu, printre alții, Simon Schobel, Vlado Stenzel și Ioan Kunst-Ghermănescu a predat la Internationale Freiburger Handballschule („Școala Internațională de Handbal din Freiburg”), RFG.
În 2009 a fost decorat cu Ordinul „Meritul Sportiv” clasa a II-a.